# Boswachterij Dwingeloo

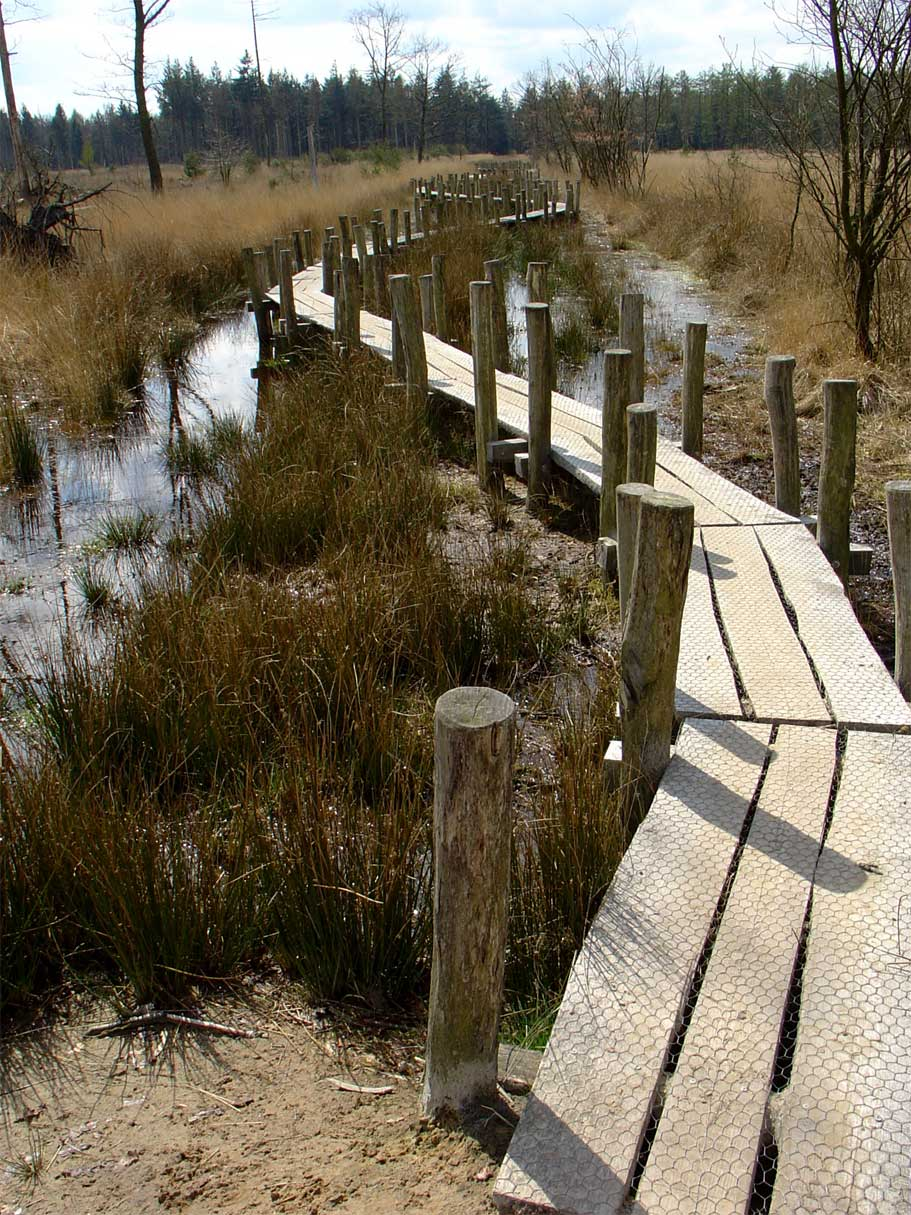
Plankenpad in de boswachterij Dwingeloo in het Nationaal Park Dwingelderveld

De Boswachterij Dwingeloo is een gebied van circa 1800 hectare in eigendom van Staatsbosbeheer. De boswachterij maakt deel uit van het Nederlandse Nationaal Park Dwingelderveld.

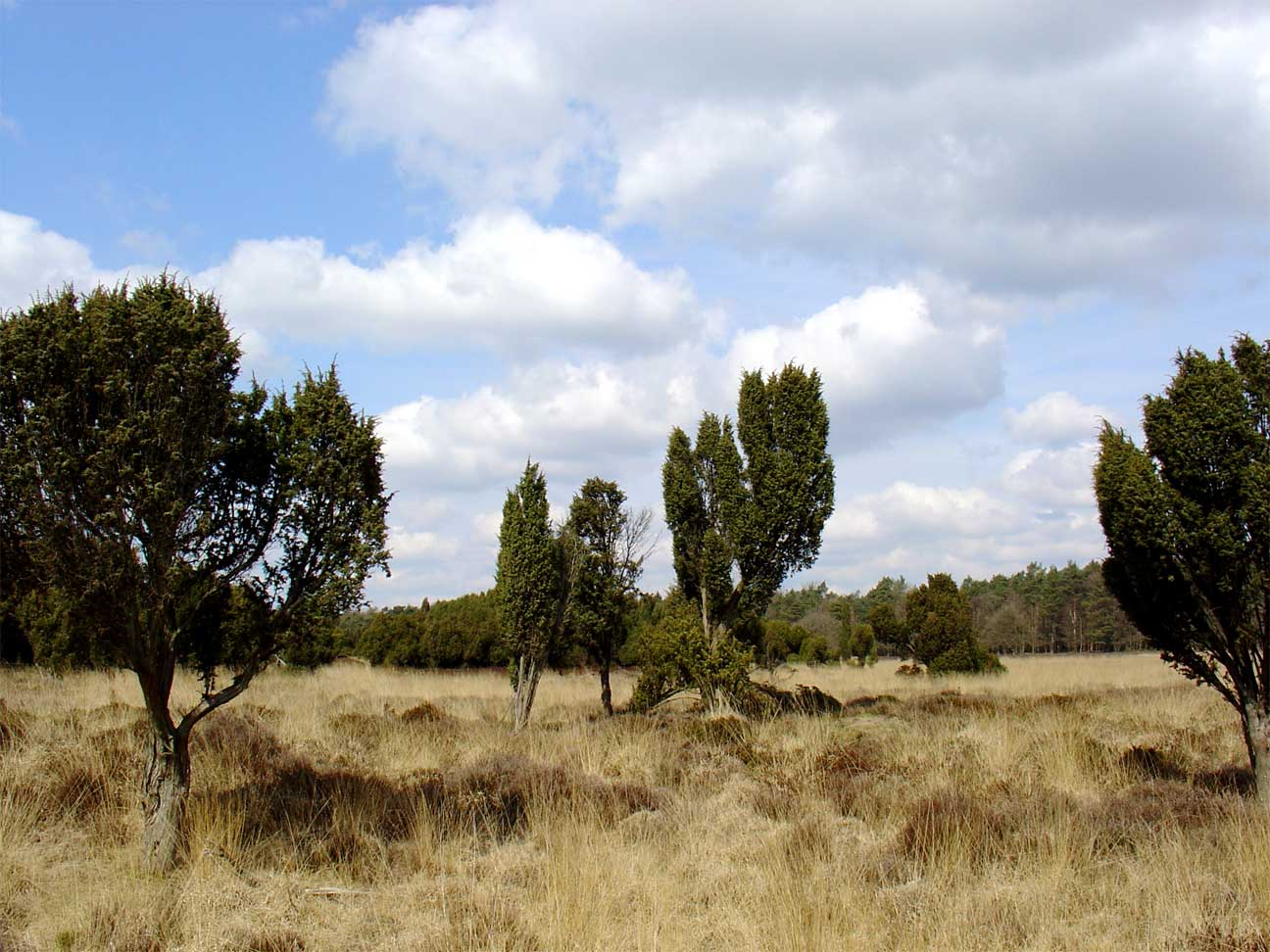
Het Lheebroekerzand in de boswachterij Dwingeloo

Het bos werd in het begin van de 20e eeuw aangelegd om zandverstuivingen tegen te gaan. Het natuurreservaat Lheebroekerzand, een jeneverbesstruweel met jeneverbessen en kraaiheide, maakt deel uit van de boswachterij. In het gebied bevinden zich diverse vennetjes zoals het Zandveen, het Karreveen, de Reigersplas en de Meeuwenplas. Ook het heidegebied het Witte Veen behoort tot de boswachterij. Door het nemen van maatregelen als het dempen van ontwateringssloten en het kappen van wateronttrekkende boomsoorten probeert Staatsbosbeheer het gebied te vernatten. Door middel van plankenpaden wordt het 'natte' gebied toegankelijk gemaakt voor de bezoeker (zie afbeelding).
Tussen de boswachterij Dwingeloo en de Kraloër heide, die ook beheerd wordt door Staatsbosbeheer, ligt de landbouwenclave Het Noordenveld. Dit gebied is deels in handen van Staatsbosbeheer, deels van Natuurmonumenten en deels van particulieren. Getracht wordt om dit gebied langzamerhand om te vormen tot een natuurgebied, dat aansluit op de overige delen van het Dwingelderveld.